# Hedemora TT Circuit

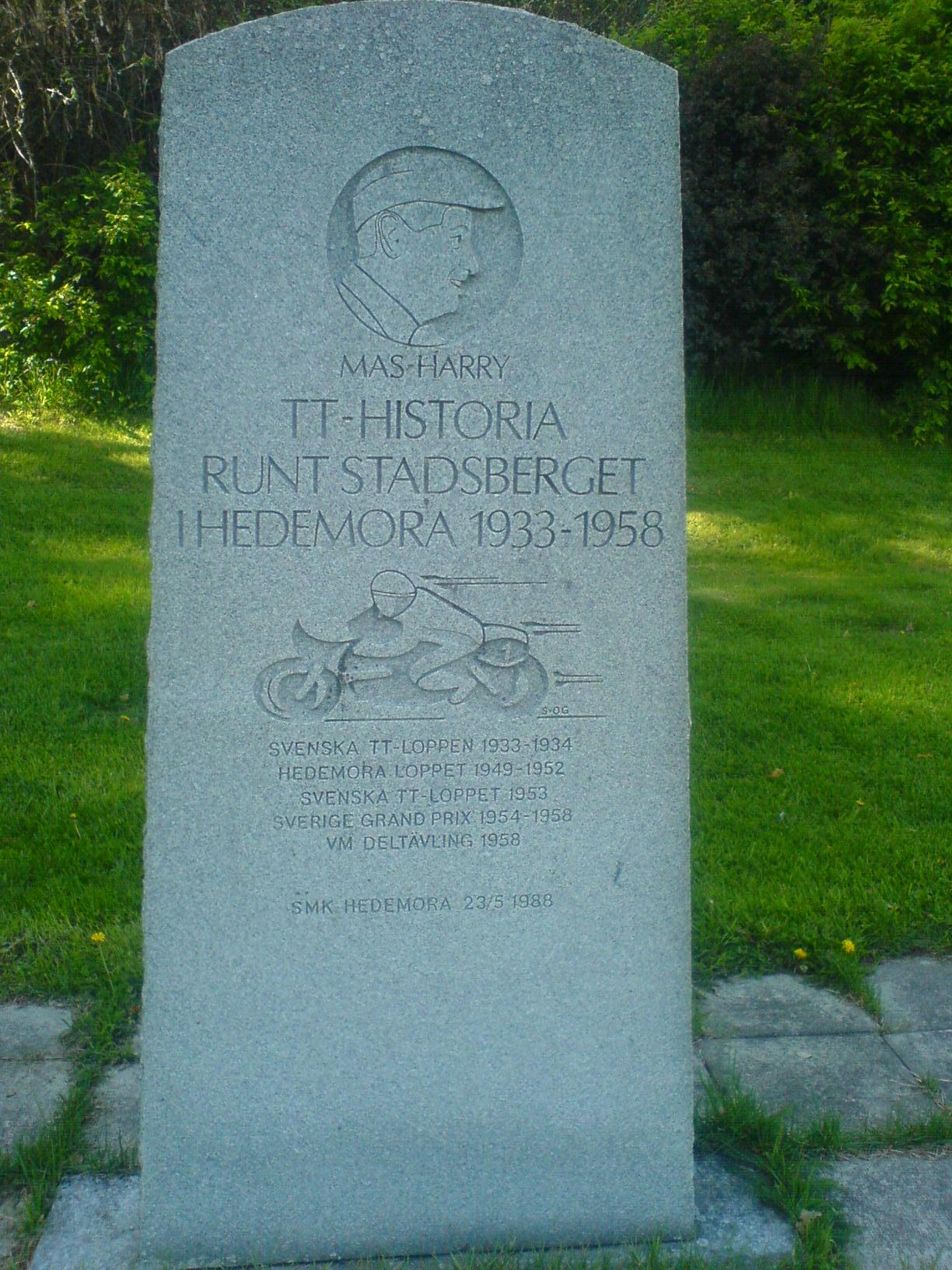
TT-Gedenksteen in Hedemora

Het Hedemora TT Circuit is een voormalig stratencircuit in de kleine Zweedse gemeente Hedemora in de provincie Dalarnas, ongeveer 170 kilometer ten noordwesten van Stockholm. 
Het circuit was 7,265 kilometer lang en werd met de klok mee gereden. 

## Geschiedenis
In de jaren 1933 en 1934 werd op het circuit van Hedemora de TT van Zweden georganiseerd. Na de Tweede Wereldoorlog werd de Hedemora TT georganiseerd, en van 1950 tot 1958 werden er motorraces gereden, aanvankelijk onder de naam "TT van Zweden", maar vanaf 1954 mocht de naam "Tourist Trophy" (TT) alleen nog gebruikt worden door de Isle of Man TT en de TT van Assen. Toen kregen de motorraces de naam "Grand Prix van Zweden". In 1958 kreeg de Grand Prix van Zweden WK-status. Vanaf 1959 werd de Zweedse Grand Prix echter verplaatst naar de Råbelövsbanan in Kristianstad omdat er in Hedemora een aantal ernstige ongelukken was gebeurd. Het circuit van Hedemora bleef echter tot 1999 in gebruik voor andere races. 

## Statistieken van motorraces in Hedemora

### Van 1949 tot 1957
| Jaar | Klasse     | Winnaar                       |  |
| ---- | ---------- | ----------------------------- |  |
| 1950 | 125–175 cc | Henry Bohlin (Puch)           |  |
| 1950 | 350 cc     | Svend-Aage Sørensen (Norton)  |  |
| 1950 | 500 cc     | Svend-Aage Sørensen (Norton)  |  |
|      |            |                               |  |
| 1951 | 125–175 cc | Henry Bohlin (Puch)           |  |
| 1951 | 350 cc     | Hasse Danielsson (AJS)        |  |
| 1951 | 500 cc     | Svend-Aage Sørensen (Norton)  |  |
|      |            |                               |  |
| 1952 | 125–175 cc | Jerker Ström (Velocette)      |  |
| 1952 | 350 cc     | Ken Kavanagh (Norton)         |  |
| 1952 | 500 cc     | Ken Kavanagh (Norton)         |  |
|      |            |                               |  |
| 1953 | 125 cc     | Kurt Niklasson (Mondial)      |  |
| 1953 | 350 cc     | Karl Hofmann (DKW)            |  |
| 1953 | 500 cc     | Ken Kavanagh (Norton)         |  |
| 1953 | Zijspannen | Otto Schmid/ Otto Kölle (BMW) |  |
|      |            |                               |  |
| 1954 | 125 cc     | Václav Parus (ČZ)             |  |
| 1954 | 350 cc     | Ray Amm (Norton)              |  |
| 1954 | 500 cc     | Rod Coleman (AJS)             |  |
|      |            |                               |  |
| 1955 | 125 cc     | Tarquinio Provini (Mondial)   |  |
| 1955 | 350 cc     | John Hartle (Norton)          |  |
| 1955 | 500 cc     | Geoff Duke (Gilera)           |  |
|      |            |                               |  |
| 1956 | 125 cc     | Gianni Degli Antoni (Ducati)  |  |
| 1956 | 350 cc     | Keith Campbell (Norton)       |  |
| 1956 | 500 cc     | Geoff Duke (Gilera)           |  |
|      |            |                               |  |
| 1957 | 125 cc     | Rune Aaltonen (Ducati)        |  |
| 1957 | 250 cc     | John Hartle (MV Agusta)       |  |
| 1957 | 350 cc     | Keith Campbell (Moto Guzzi)   |  |
| 1957 | 500 cc     | Keith Campbell (Moto Guzzi)   |  |

### Resultaten van de WK-races van 1958
| Jaar | Klasse | 1e                        | 2e                    | 3e                        | Snelste ronde                 |
| ---- | ------ | ------------------------- | --------------------- | ------------------------- | ----------------------------- |
| 1958 | 125 cc | Alberto Gandossi (Ducati) | Luigi Taveri (Ducati) | Carlo Ubbiali (MV Agusta) | Luigi Taveri (Ducati)         |
| 1958 | 250 cc | Horst Fügner (MZ)         | Mike Hailwood (NSU)   | Geoff Monty (GMS)         | Tarquinio Provini (MV Agusta) |
| 1958 | 350 cc | Geoff Duke (Norton)       | Bob Anderson (Norton) | Mike Hailwood (Norton)    | Bob Anderson (Norton)         |
| 1958 | 500 cc | Geoff Duke (Norton)       | Dickie Dale (BMW)     | Terry Shepherd (Norton)   | Geoff Duke (Norton)           |